# Akira Gomi
Akira Gomi (五味 彬, Gomi Akira), né le 5 juin 1953 à Tokyo, est un photographe japonais dont le travail est consacré à la beauté au-delà des différences raciales. Sa production se situe dans le style de Laurie Toby Edison (en).

## Formation
En 1977 Gomi est diplômé du département de photographie de l'université Nihon. Il poursuit sa formation auprès de Laurence Sackman et Michel Benton avant de retourner au Japon en 1983.

## Carrière
En 1993, Gomi crée une société appelée Digitalogue qui produit des produits multimédia. Il commence à cette époque à publier une série d'albums sur des femmes de différentes races, en mettant l'accent sur les différences anatomiques, à la façon des Ivy League nude posture photos (en) de William Herbert Sheldon.
En 1998, il s'intéresse plus particulièrement aux loose socks,.

## Publications
- Nude of J. (avec Toni Meneguzzo) (1991)
- Americans 1.0, Los Angeles 1994 (1994)  (ISBN 978-4-89424-018-6)
- Americans 1.0 LosAngeles (1994) CD-ROM
- Yellows 2.0 Tokyo 1993 (1994) CD-ROM
- Yellows 3.0 China 1994 (1994)
- Yellows Privacy (1994) CD-ROM
- Yellows Men (avec Kaz Katayama) (1995)  (ISBN 4-89424-052-1)
- Yellows: Contemporary Girls (1997) CD-ROM
- Americans 1.0 (1998)  (ISBN 978-4-82112-246-2)
- Yellows 1.0 1991 (1999)